# Chapelle Saint-Michel de Douarnenez
La chapelle Saint-Michel est un édifice situé à Douarnenez, en France.

## Localisation
La chapelle est située sur le territoire de la commune de Douarnenez, place Saint-Michel ; rue du Port-Rhu, dans le département du Finistère, en région Bretagne.

## Description
La chapelle est construite à partir de 1663, en forme de croix dont la tête et les branches se terminent en hémicycle. La façade ouest est percée d'une porte classique entre deux pilastres surmontés d'un fronton brisé au centre d'un mur pignon supportant un petit campanile classique. À l'intérieur, la voûte en lambris peints, décorée de 1667 à 1675, présente quatre blochets à la croisée du transept représentant des personnages du XVIIe siècle à perruque. Culot de poinçon sculpté représentant alternativement des têtes et des ornements. Sablières sculptées.

## Historique
La chapelle est classée au titre des monuments historiques  par arrêté du 19 juillet 1957.

## Galerie

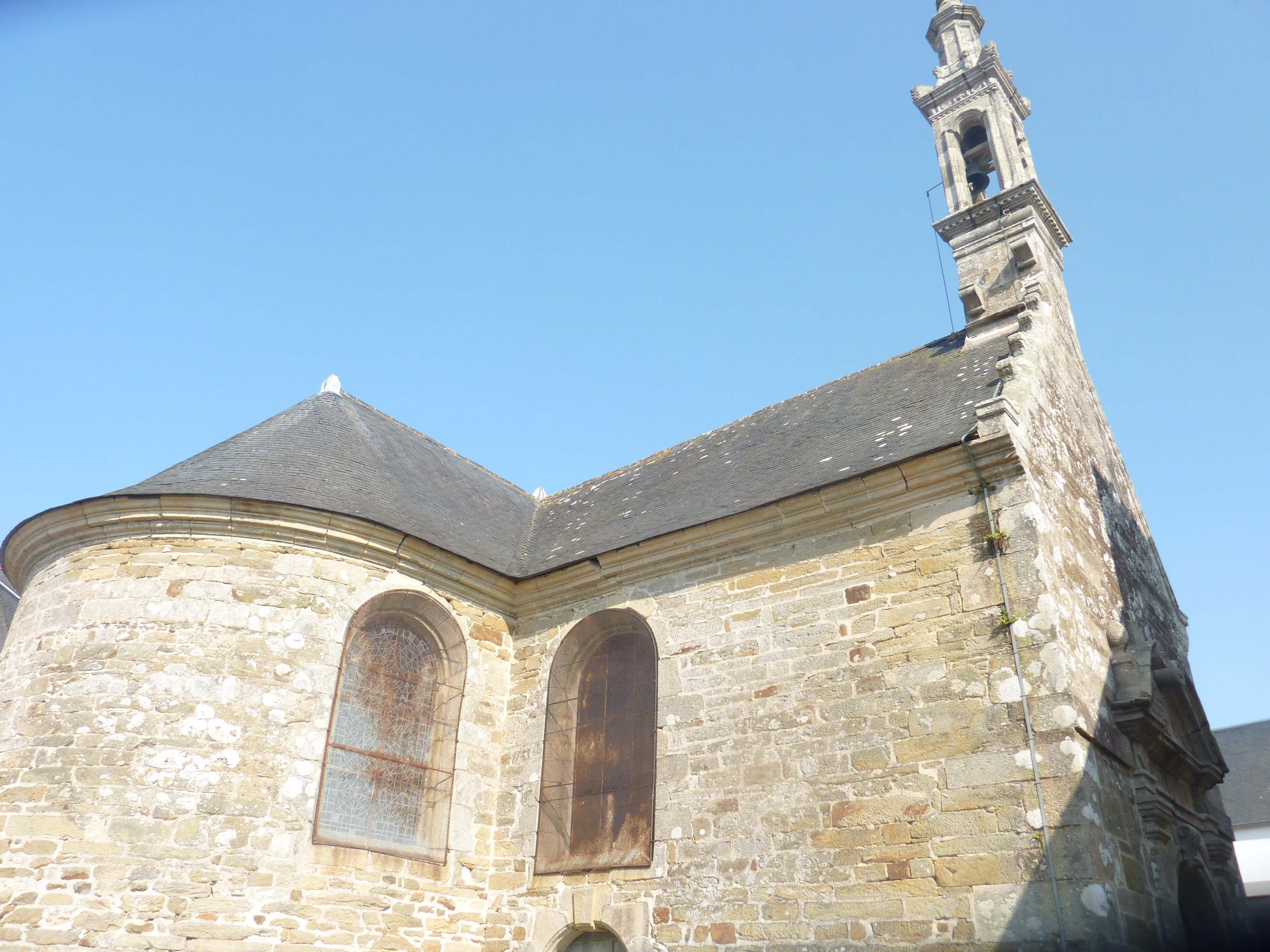
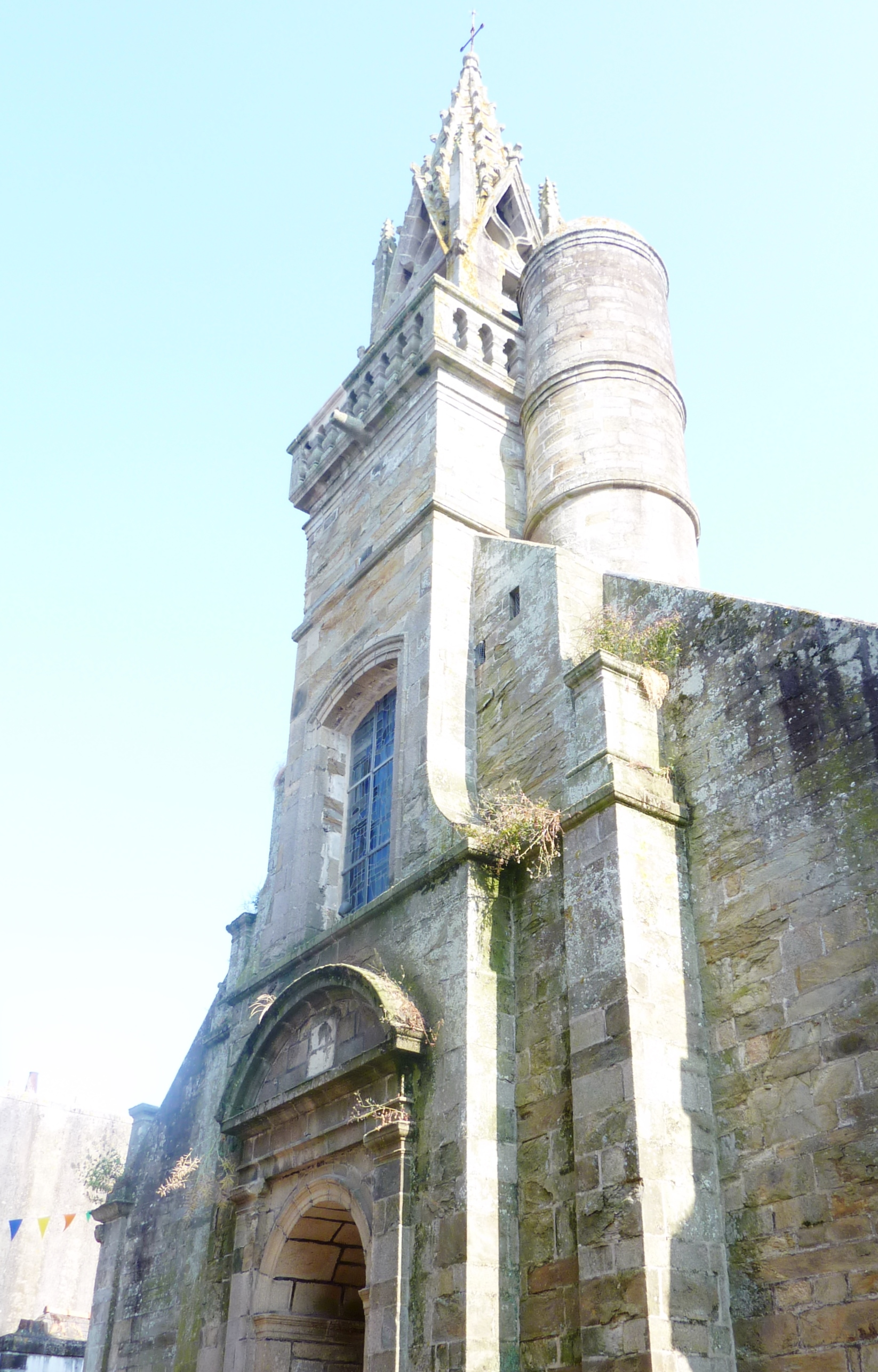
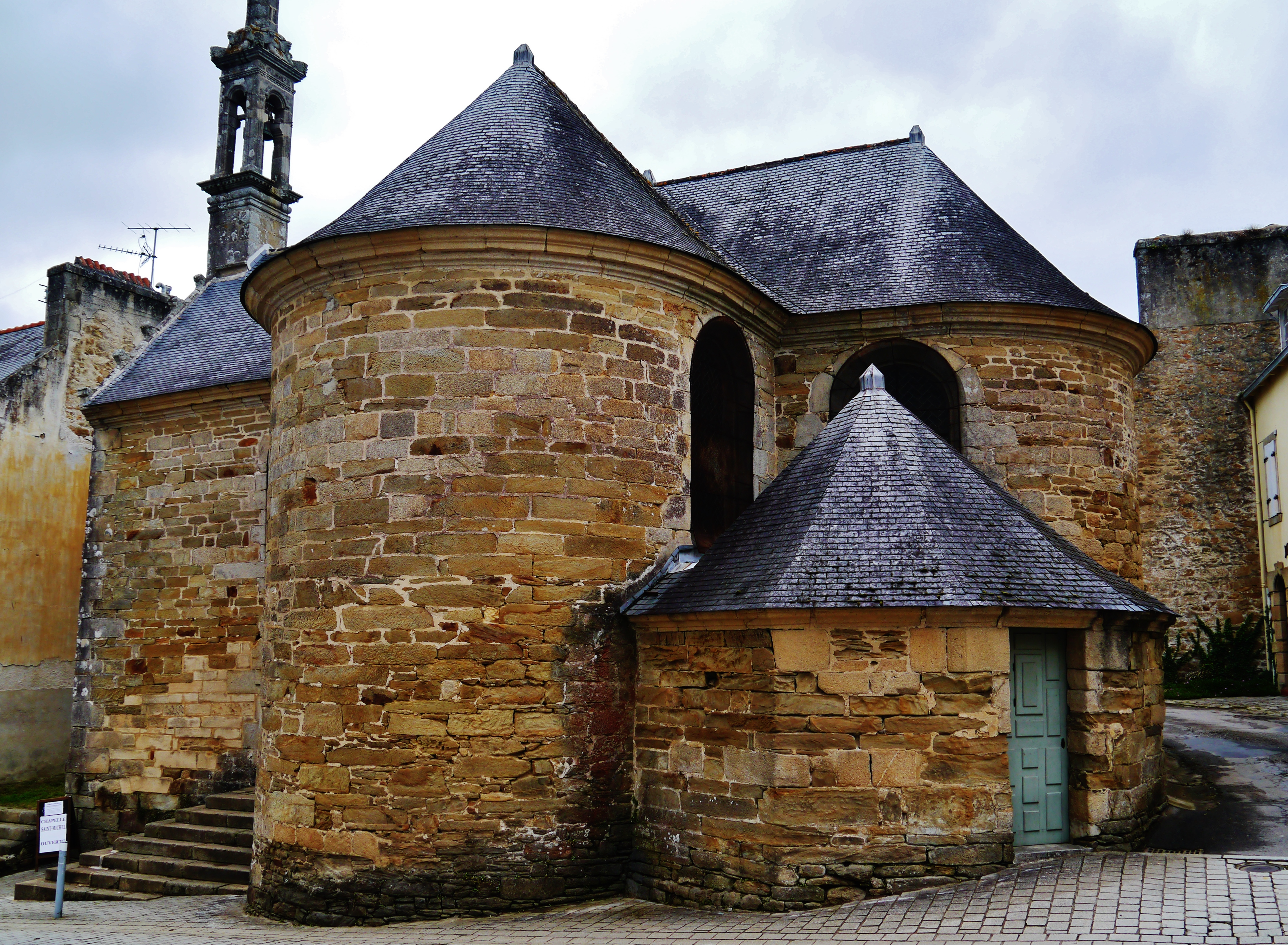
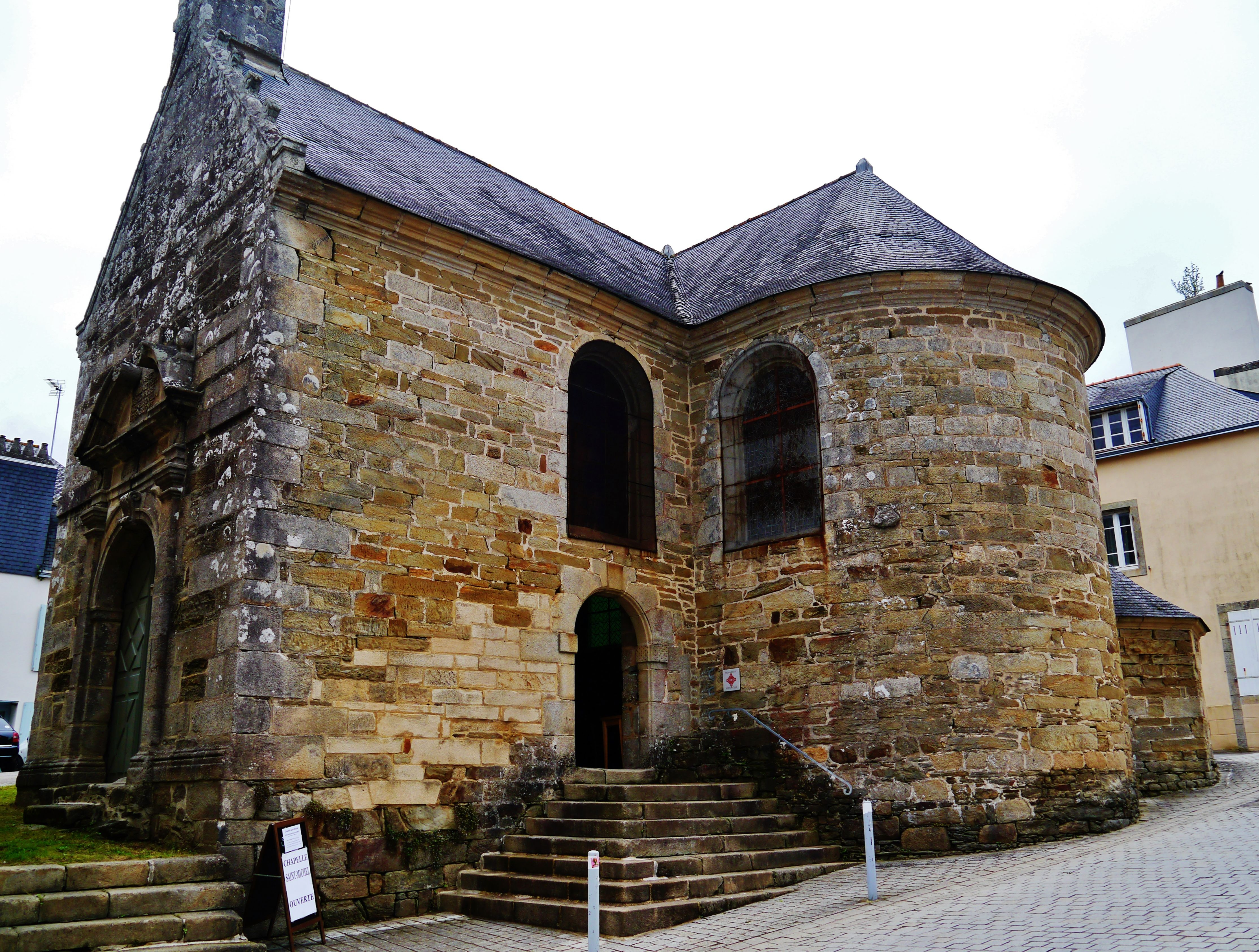
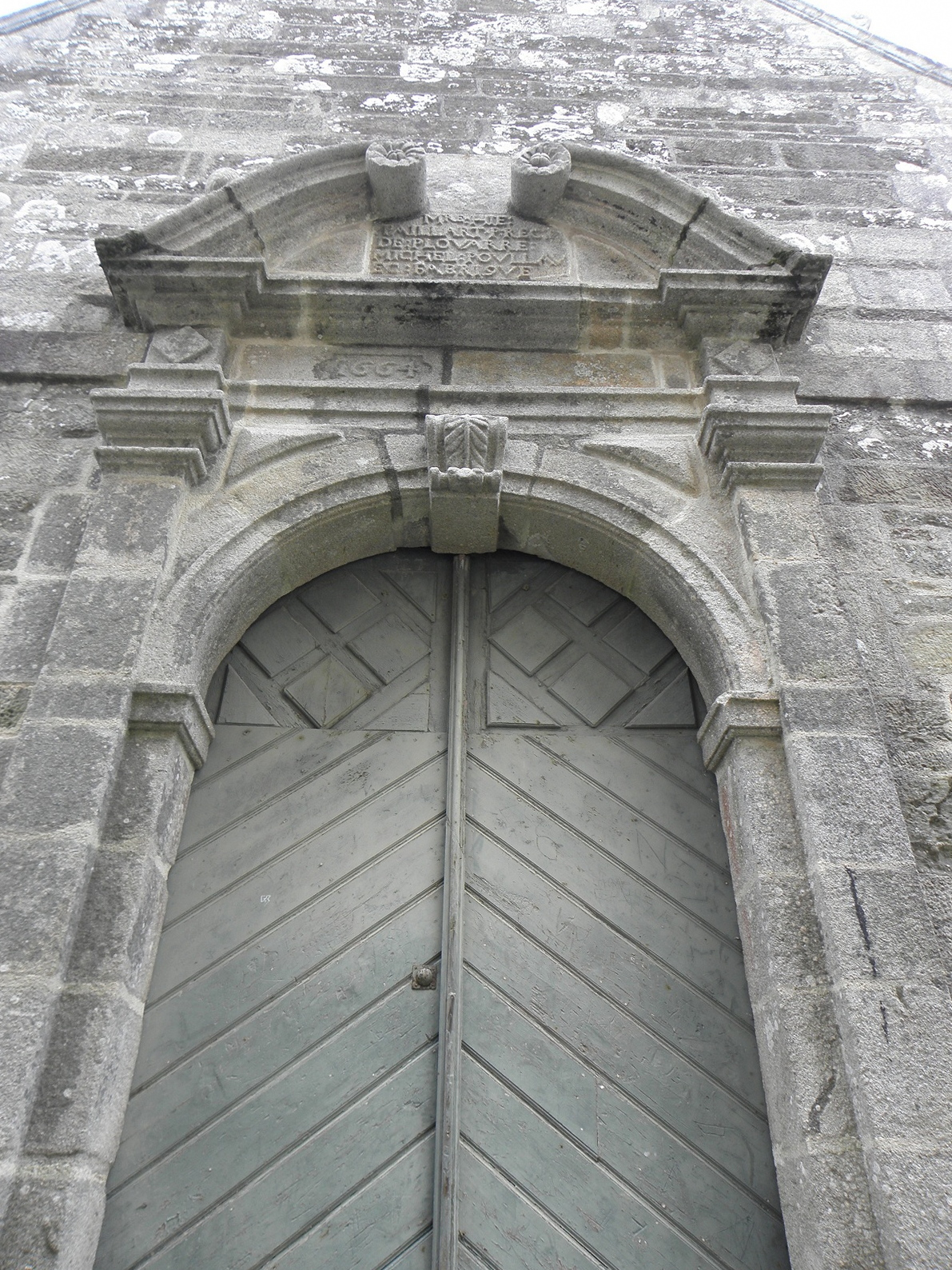
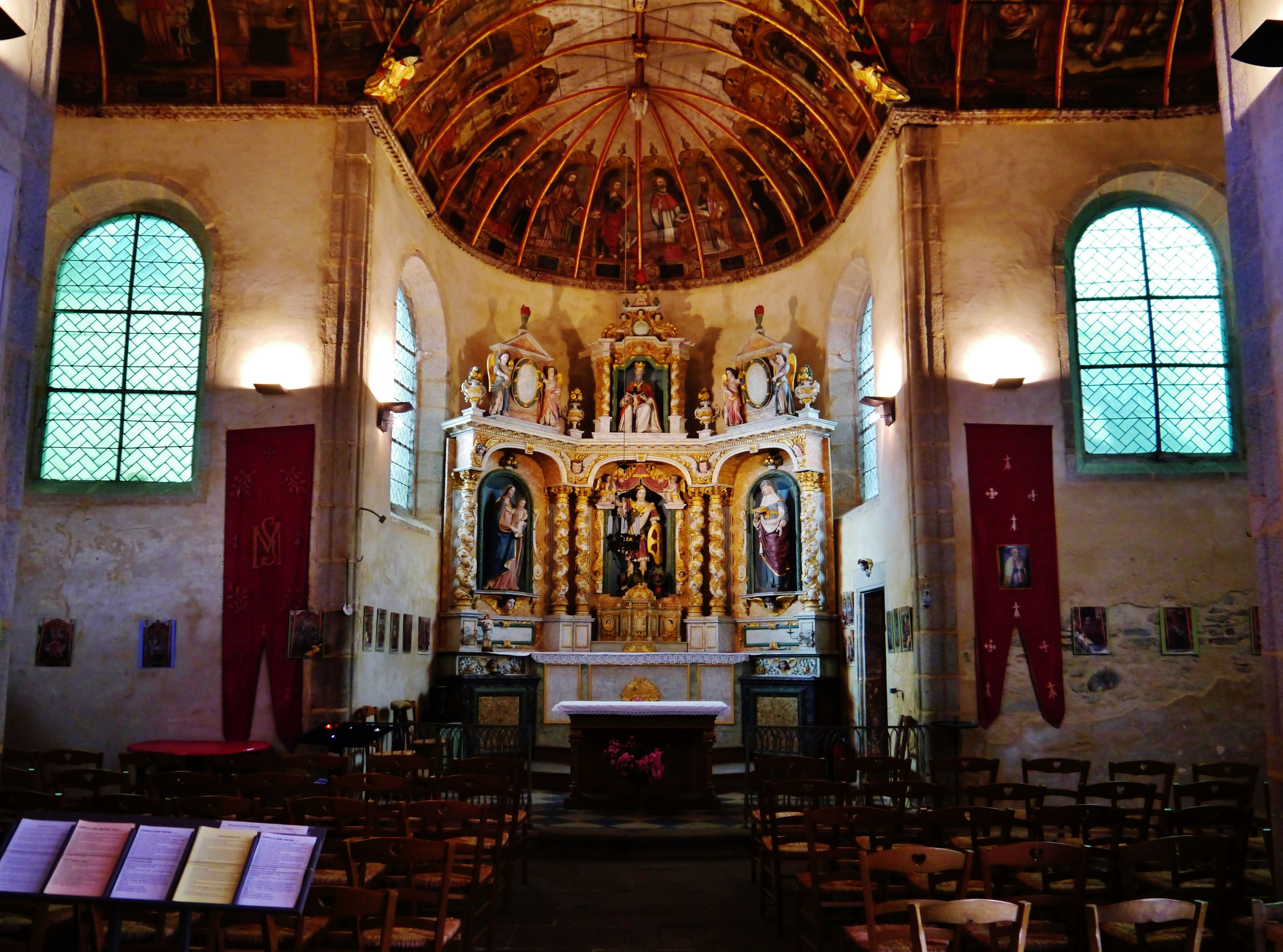
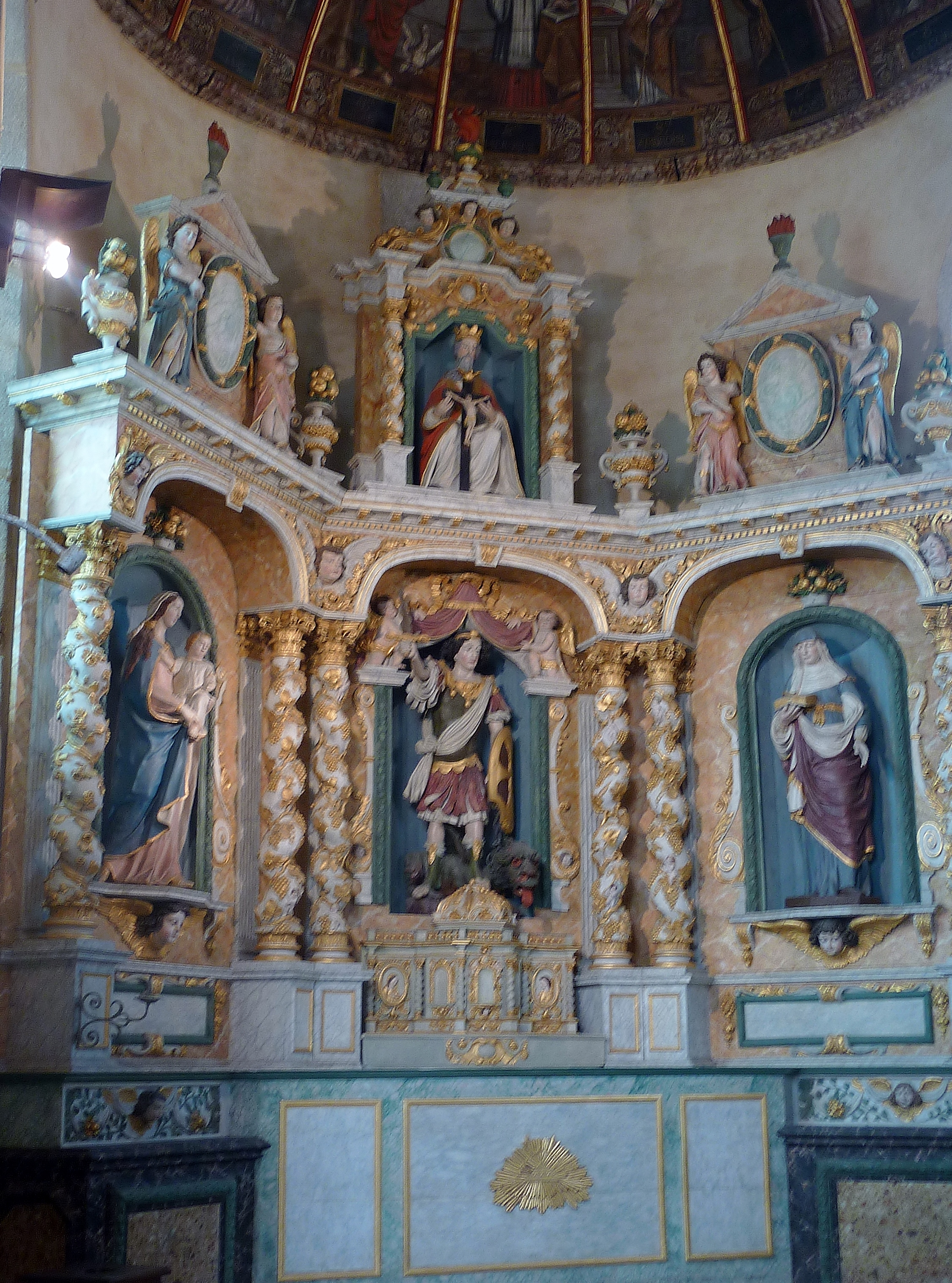
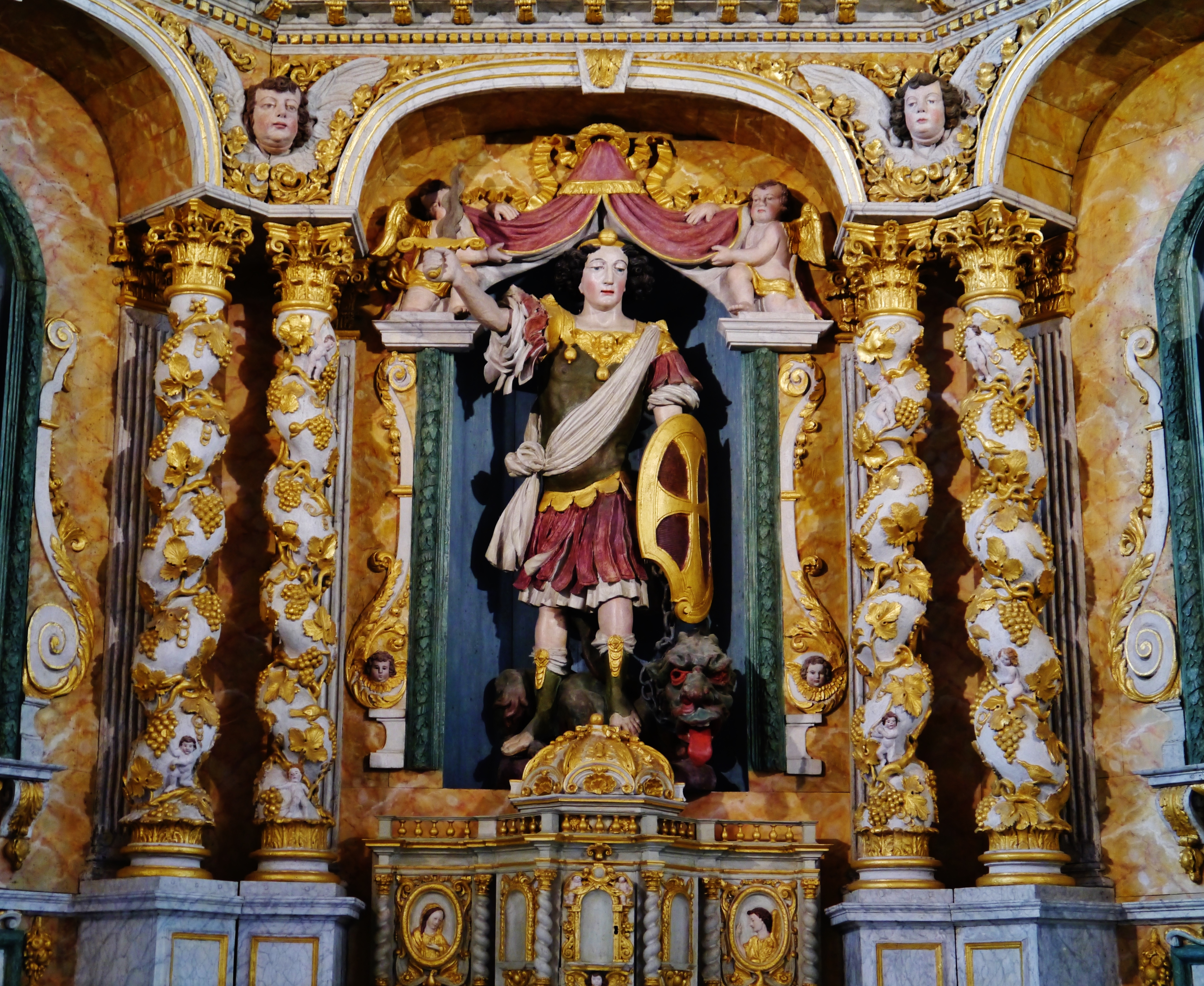
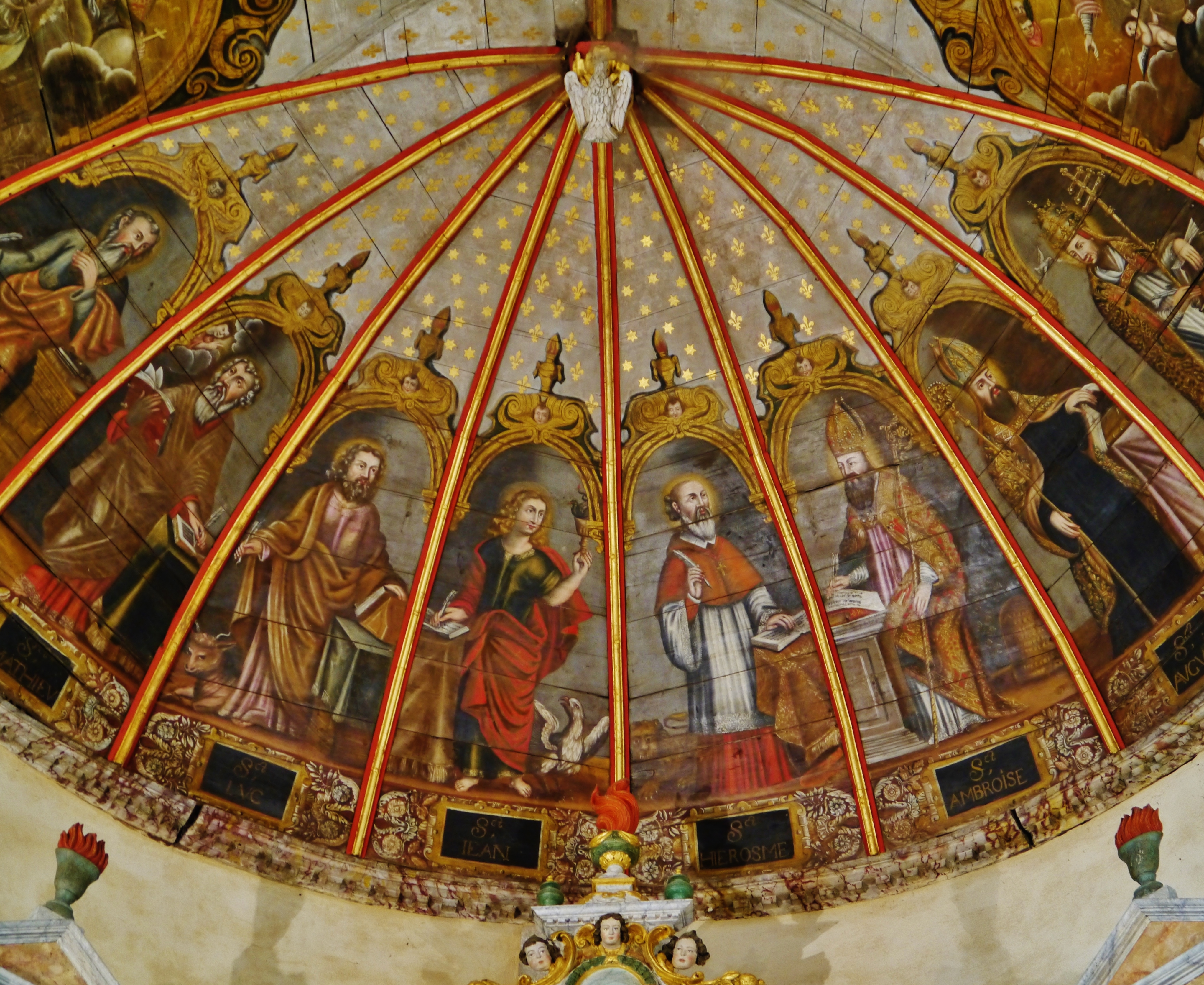
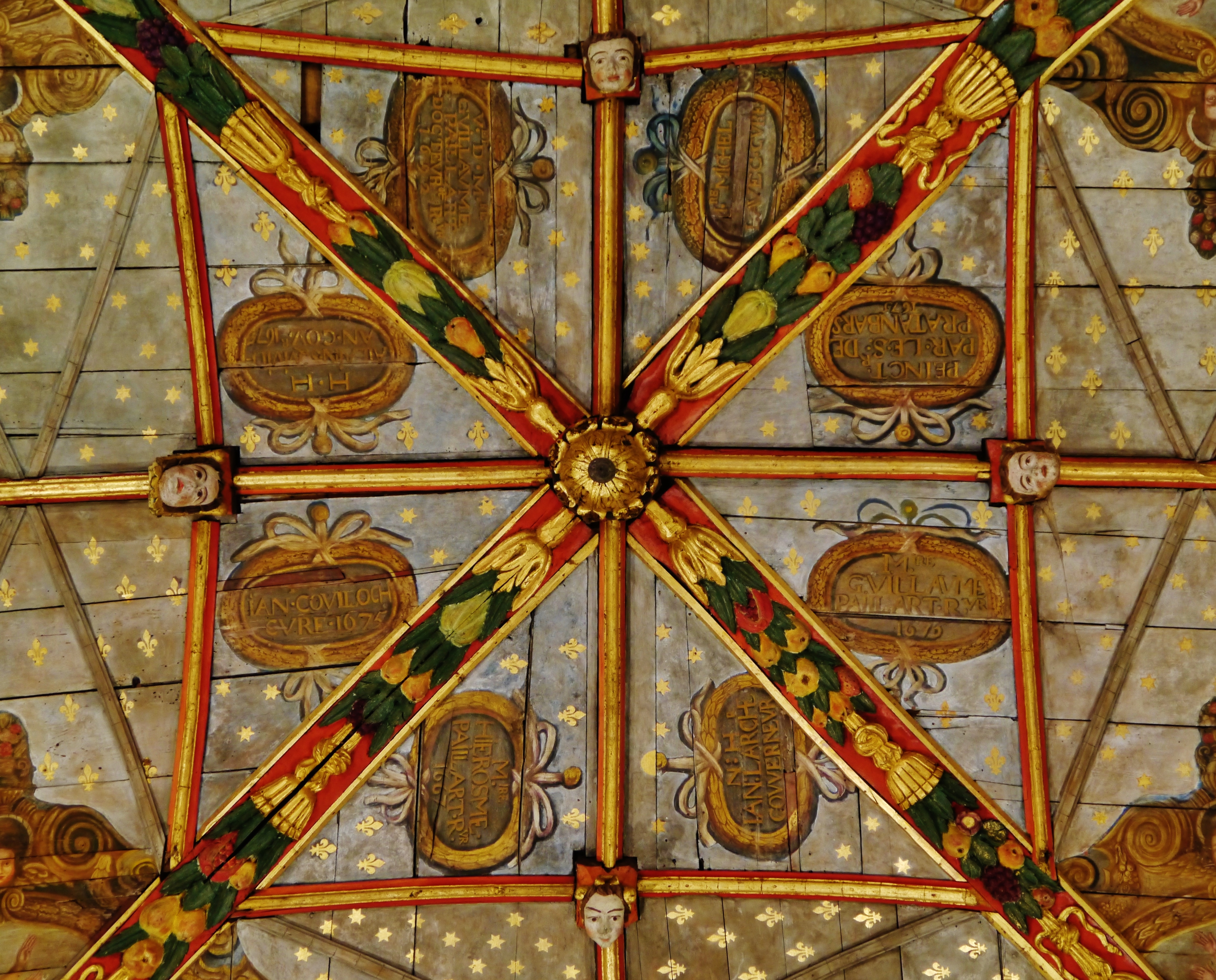